# (466734) 2014 YN36
(466734) 2014 YN36 es un asteroide perteneciente al cinturón de asteroides, descubierto el 14 de febrero de 2005 por el equipo Spacewatch desde el Observatorio Nacional de Kitt Peak (Arizona, Estados Unidos).